# Achille Fraschini
Achille Fraschini (Casalpusterlengo, 7 aprile 1936) è un ex calciatore italiano, di ruolo inizialmente attaccante e successivamente centrocampista di regia. Dotato di buona tecnica, sapeva anche trovare facilmente la via della rete.

## Carriera
Crebbe nelle giovanili del Verona, con cui esordì nel 1953-1954 in Serie B. L'anno dopo passò al Brescia, dove realizzò 14 gol in 26 partite. L'Inter lo acquistò quindi al termine del campionato. Esordì in Serie A il 2 ottobre 1955, a poco più di 19 anni, nella partita interna contro la Pro Patria (4-0). Tra le file della formazione meneghina firmò 4 gol in 9 partite, tornando poi in prestito al Brescia. Nel 1957 si trasferì al Monza, dove rimase tre anni. Dopo una parentesi annuale al Messina, nel 1961 venne acquistato dal Napoli, dove rimase per quattro anni vincendo una Coppa Italia. Nel 1965 venne ingaggiato dal Vicenza, quindi l'anno successivo passò al Padova, dove militò per sei stagioni prima di ritirarsi.
In carriera ha totalizzato complessivamente 43 presenze e 12 reti in Serie A e 347 presenze e 83 reti in Serie B.

## Palmarès
- Coppa Italia: 1

Napoli: 1961-1962